# Міністерство освіти Республіки Білорусь
Міністерство освіти Республіки Білорусь (Міносвіти Білорусі) — відомство уряду Білорусі, уповноважена організовувати освіту. Міністр освіти призначається і знімається з посади президентом.

## Завдання
- розробка та забезпечення освіти та опіки над неповнолітніми особами;
- здійснення урядового впливу на молодь;
- забезпечення психологічної допомоги в училищах;
- забезпечення діяльності урядових училищ;
- узгодження діяльності відомств, управлінь освіти областей і районів, захист прав і опіка над неповнолітніми особами;
- нагляд за діяльністю закладів освіти;
- попередження бездоглядності і правопорушень неповнолітніх осіб;
- міжнародне освітнє співробітництво.

## Повноваження
- запит інформації в установах;
- створення і управління коштами цільових фондів;
- створення рад фахівців у справах освіти;
- проведення нарад, з'їздів та виставок про освіту;
- проведення ігрових змагань учнів;
- участь у роботі міжнародних освітніх організацій;
- нагородження викладачів та учнів[1].

## Міністри
- Михайло Журавков (27 грудня 2014 [2] — 2016)
- Ігор Карпенко (2016 — 13 грудня 2021)